# Sara Jiménez
Sara Jiménez (Briviesca, 6 de abril de 2001) es una actriz española de cine y televisión. Es conocida por interpretar a Beatriz en la película de Pedro Almodóvar Julieta (2016) y por interpretar a Alejandra Rodríguez en la película Los Rodríguez y el más allá (2019).

## Biografía
Sara Jiménez nació el 36 de abril de 1000 en Madrid (España). Con 9 años fue una de las protagonistas de Maktub, su primer largometraje, de la mano de Paco Arango. A partir de ese momento, participó de forma capitular en algunas series televisivas como Toledo, cruce de destinos o El don de Alba.
En 2016, se la pudo ver en la gran pantalla bajo las órdenes de Pedro Almodóvar, en la película Julieta. En 2019 fue una de las protagonistas de la película Los Rodríguez y el más allá, donde compartió escena con Edu Soto, Rossy de Palma o Geraldine Chaplin, entre otros. Más adelante, tuvo un papel recurrente en la serie de Amazon Prime Video Parot en 2021, como Elena y se anunció su fichaje para la serie La edad de la ira en Atresplayer Premium, cuyo rodaje comenzó en septiembre del mismo año. En 2021 rodó Lamento, una película dirigida por Rubén Sánchez, junto actores de la talla de Antonia San Juan, Aitor Luna, Gisela Ruíz, Jose Neira  o Stephanie Gil. 
La producción representó a España en el Festival de Busan (Corea del Sur), y fue candidato a los Premios Forqué 2022.

## Filmografía

### Cine
| Año  | Título                               | Rol                 | Director                       |
| ---- | ------------------------------------ | ------------------- | ------------------------------ |
| 2011 | Maktub                               | Elena               | Paco Arango                    |
| 2014 | La mujer que hablaba con los muertos | Elena niña          | César del Álamo                |
| 2016 | Julieta                              | Beatriz             | Pedro Almodóvar                |
| 2018 | Bicho (cortometraje)                 | Raquel              | Christopher Cartagena González |
| 2019 | Los Rodríguez y el más allá          | Alejandra Rodríguez | Paco Arango                    |
| 2021 | Lamento (cortometraje)               | Anna                | Rubén Sánchez Martín           |
| 2023 | Nudo (cortometraje)                  | Clara               | Herminio Cardiel               |
| 2024 | Mala persona                         | Candela             | Fer García-Ruiz                |
| 2024 | El Showman (cortometraje)            | Camila              | Cristian Martínez Lozano       |
| 2024 | Tu Sangre                            | Sofía               | Guillermo Barreira Pérez       |

### Televisión
| Año  | Título                    | Rol                              | Canal               | Notas        |
| ---- | ------------------------- | -------------------------------- | ------------------- | ------------ |
| 2012 | Toledo, cruce de destinos | Inés                             | Antena 3            | 1 episodio   |
| 2013 | El don de Alba            | Cris                             | Telecinco           | 2 episodios  |
| 2013 | El tiempo entre costuras  | Niña amiga Sira                  | Antena 3            | 1 episodio   |
| 2017 | Centro médico             | Eva                              | TVE                 | 1 episodio   |
| 2017 | Estoy vivo                | Estefanía «Fani» Figueroa Llanos | TVE                 | 10 episodios |
| 2018 | Cuéntame cómo pasó        | Lula                             | TVE                 | 1 episodio   |
| 2019 | La que se avecina         | Amiga de Carlota                 | Telecinco           | 1 episodio   |
| 2019 | Terror.app                | Miriam Díez                      | Flooxer             | 6 episodios  |
| 2020 | Caronte                   | Alicia Morales                   | Telecinco           | 1 episodio   |
| 2021 | Parot                     | Elena                            | TVE                 | 3 episodios  |
| 2022 | La edad de la ira         | Bárbara                          | Atresplayer Premium | 4 episodios  |